# 奧索爾諾火山
奧索爾諾火山（西班牙語：Volcán Osorno）是智利湖大區的層狀火山，高度2,652米，是南部智利安第斯山脈最活躍的火山，在1575年至1869年間有11次火山爆發。奧索爾諾火山雖然高度和緯度不高，但火山的頂部全被冰川覆蓋。